# 卡尤加 (紐約州)
卡尤加（英語：Cayuga）是位於美國紐約州卡尤加縣的村。

## 人口
根據2020年美國人口普查的數據，卡尤加的面積為3.54平方千米，當中陸地面積為2.34平方千米，而水域面積為1.20平方千米。當地共有人口472人，而人口密度為每平方千米133人。